# La mia legge di attrazione
La mia legge di attrazione è un singolo del gruppo musicale italiano The Sun, pubblicato il 14 gennaio 2022 come terzo estratto dell'album Qualcosa di vero.

## Descrizione
La canzone suggerisce che la "legge di attrazione" (la capacità di attirare nelle proprie vite situazioni positive o negative in base alla positività o negatività dei propri pensieri) intesa dal gruppo corrisponda alla forza di imprimere nuove direzioni al proprio percorso di vita senza lamentarsi delle difficoltà e perseguendo i propri obiettivi. Nelle atmosfere richiama gli anni Ottanta, in cui sono nati i componenti della band.

## Promozione
Il singolo è stato annunciato come apripista per l'etichetta discografica La Gloria, il nuovo progetto del frontman Francesco Lorenzi.
Viene promosso su RadioRai Isoradio, entrando in rotazione fino al 22 gennaio ed è stato presentato il 15 gennaio all'interno del programma "Sulle strade della musica", realizzato in collaborazione con il Ministero della cultura e SIAE.
Il 4 febbraio è stata pubblicata una versione strumentale del brano.

## Tracce
Testi di Francesco Lorenzi, musiche di Francesco Lorenzi, Roberto Visentin, Maurizio Baggio.
1. La mia legge di attrazione – 3:35

## Video musicale
Il 21 gennaio è stato pubblicato un lyric video, con animazioni grafiche di Lia Tamagnini, sul canale YouTube della band.

## Formazione
- Francesco "The President" Lorenzi – voce, chitarra
- Riccardo "Trash" Rossi – batteria
- Matteo "Lemma" Reghelin – basso, cori
- Gianluca "Boston" Menegozzo – chitarra, cori
- Andrea "Cherry" Cerato – chitarra, cori